# Ядовитый Плющ (DC Comics)
Ядовитый Плющ (англ. Poison Ivy), настоящее имя — Памела Лилиан Айсли (англ. Pamela Lillian Isley) — персонаж комиксов издательства DC Comics, враг Бэтмена. Была создана Робертом Канигером и Шелдоном Молдоффом.
Ядовитый Плющ — мизантропичная учёная в области ботаники и биохимии. Она обладает сверхъестественными контролем над жизнью растений и способна отравлять одним прикосновением; свои силы она использует в целях экологического терроризма. Также для совершения преступлений она использует яд растений и свои феромоны, контролирующие разум. Её деятельность обычно направлена на защиту вымирающих видов животных и окружающей среды от неосторожных действий людей. Изначально она была суперзлодейкой, но после The New 52 и перезапуска вселенной DC её периодически стали изображать как антигероиню или даже положительную героиню, которая делает плохие вещи ради хороших целей.

## История создания персонажа
Персонажа придумали редактор Роберт Кэнигер и художник Шелдон Молдофф. Впервые она появилась в 181-м выпуске комикса Batman в июне 1966 года. Молдофф взял за основу для её образа модель Бетти Пейдж, наградив Ядовитого Плюща такой же стрижкой и похожей внешностью. Также создатели вдохновлялись рассказом Натаниэля Готорна «Дочь Рапачини» (1844), по сюжету которого медицинский исследователь по имени Джакомо Рапачини выращивает сад ядовитых растений и поручает своей дочери ухаживать за ним; впоследствии она вырабатывает иммунитет к яду растений, но сама становится ядовитой для остальных людей.
Во вселенной DC Ядовитый Плющ считается невероятно красивой, и её зачастую представляют в роли искусительницы и соблазнительницы. Обычно её изображают с босыми ногами, длинными волнистыми волосами и в цельном зелёном костюме, украшенном листьями; по всему её телу вьются лозы растений.

Писатель Дж. Т. Крул, принимавший участие в последующем определении личности Ядовитого Плюща, описывает её следующим образом:
Что мне больше всего нравится в Ядовитом Плюще, так это её склонность ходить по грани между бастионом Матери-природы и безумным эко-терроризмом. Она видит себя как правую руку самой Матери-природы. Если бы Мать-природа была «Богом», то Плющ была бы её «Иисусом». Она защищает беззащитную природу нашего мира и по-настоящему верит в свою цель. Нанесение увечий другим людям, издевательства над ними и уродование их — это крайние меры, но они ничто в сравнении с той непростительной жестокостью, которую человечество проявляет по отношению к природе. Плющ видит свои действия как ведущие к чему-то хорошему и считает, что справедливо наказывает тех, кто действительно это заслужил.

## Биография

### Неканоничное происхождение
Памела Лилиан родилась в богатой семье в Сиэтле (Вашингтон) и с юных лет интересовалась ботаникой. У неё был роман с её преподавателем ботаники в колледже, французом Марком Леграндом, который обещал жениться на ней, как только у них будет достаточно денег. Профессор рассказал влюблённой студентке, что может сделать состояние на открытии, связанном с древними египетскими травами. Было только одно препятствие: урна с травами хранилась в музее. Но Памела смогла похитить её, не подозревая, что в травах содержался смертельный яд, которым Легранд угостил её. Он думал, что избавился от единственного человека, знавшего о его участии в преступлении, однако оказалось, что тело девушки впитало древний яд, сделав её неуязвимой для всех существующих отрав, и, назвавшись Ядовитым Плющом, она начала свою серию идеальных преступлений.

Первое появление Ядовитого Плюща. Обложка комикса Batman #181

### Современный канон
Доктор Памела Лилиан Айсли выросла в Сиэтле и была дочерью богатых родителей, которых ненавидела. В колледже она специализировалась на ботанике и токсикологии и была очень перспективной, но наивной студенткой. Её профессор, доктор Джейсон Вудроу, понравился ей, в надежде убедить стать испытуемой для своих опытов. Эти эксперименты, по словам самой Памелы, были мучительны. Дважды, она чуть не погибла, и в конечном счёте пролежала в больнице в течение шести месяцев. После этого Вудроу стали преследовать власти, в то время как Айсли была оставлена с изменённой физиологией. Токсины в её крови сделали её прикосновение смертельным, а также дали ей иммунитет ко всем ядам, вирусам, бактериям и грибам. Кроме того, она получила способность производить специальные феромоны, которые она могла бы использовать, чтобы соблазнять людей и заставлять их выполнять её приказы. К сожалению, результаты этих экспериментов оставили её бесплодной, из-за чего, в дальнейшем, она стала относиться к растениям, как к своим детям.
Взбешённая предательством дорогого для неё человека, Айсли начала страдать насильственными перепадами настроения. Затем Памела покинула Сиэтл, чтобы в конце концов осесть в Готэм-Сити и стать преступницей.
Её первый преступный акт заключался в угрозе выпустить удушающие споры в воздух, если город не выполнит её требования. Таким образом, она стала известна как Ядовитый Плющ. Бэтмен, который появился в Готэме в том же году, захватил её, после чего её доставили отбывать наказание в Лечебнице Аркхем.

## Силы и способности
- Флорокинез: Плющ обладает связью с мистической силой, благодаря которой может создавать и контролировать разнообразные формы флоры.
- Контроль феромонов: Преступница широко известна своей способностью соблазнять мужчин и женщин с помощью вырабатываемых феромонов.
- Токсикинез: Прикосновение Ядовитого Плюща смертельно. Зачастую, концентрация токсина сильнее всего в области губ, поэтому злодейка может инфицировать своих жертв через поцелуй. Действие яда различно: в некоторых случаях он позволяет взять чужой разум под контроль, а в других — моментально убить. Её кожа также источает токсин, но прямой контакт обычно безопасен.
- Иммунитет к токсинам: Плющ обладает устойчивостью ко всем ядам, бактериям и вирусам.

### Способности
- Познания в области ботаники: Ещё до превращения, доктор Айсли была выдающимся ботаником, обладая энциклопедическими познаниями в этой области.
- Познания в области токсикологии: Памела изучала различные токсины для создания парфюмерии, косметических средств и лекарств. После превращения, эти знания помогали ей создавать опасные ядовитые растения и ловушки для врагов.
- Соблазнение: Обладая привлекательной внешностью, Айсли никогда не использовала её для личной выгоды, пока не приняла личину Ядовитого Плюща. Злодейка часто играла на человеческих желаниях, заставляя выполнять свои указания или убивая.
- Навыки рукопашного боя: За всё время своей преступной карьеры, Ядовитый Плющ приобрела некоторые навыки рукопашного боя. Благодаря атлетичному телосложению она также являлась отличным скалолазом и пловцом.

### Слабости
- Уязвимость для темноты: Ядовитому Плющу требуется регулярная подпитка солнечной энергией для нормальной жизнедеятельности.
- Психическое расстройство: У Ядовитого Плюща наблюдалось несколько психических отклонений, например, безудержная ненависть к мужчинам, разговоры с растениями и желание уничтожить всё человечество, дабы флора могла захватить всю планету. Также наблюдалось сезонное изменение настроения: эйфорическое летом, апатичное осенью, депрессивное зимой и возбуждённое весной.
- Состояние кожи (ранее): С самого детства кожа Айсли не могла переносить солнечного света без специальной кремовой защиты. Став Ядовитым Плющом, она излечилась от этого недуга.

## Вне комиксов

### Телевидение
- В мультсериале «Бэтмен» Памела впервые появилась в серии «Ядовитая красотка», где была девушкой Харви Дента, но прокурор не знал, что на самом деле Памела планировала его убийство. Она желала отомстить за то, что он построил тюрьму Блэкгейт на земле, где она ухаживала за растениями. Но Бэтмену удалось её поймать и спасти жизнь Харви, который вскоре стал Двуликим. Также она стала подругой Харли Квинн, когда та поссорилась с Джокером. В эпизоде «Дом и сад» она была отпущена из лечебницы и выходит замуж за своего лечащего врача.
- В мультсериале «Новые приключения Бэтмена» персонажа озвучила Дайан Першинг. Ядовитый Плющ перетерпела некоторые изменения в дизайне. Она также стала более смешной и обольстительной. Плющ совершает преступления вместе с Харли, также они встречают новую суперзлодейку Электру. Но в конце их побеждают Бэтгёрл и Супергёрл. В 22-й серии Плющ создаёт из своих растений людей. Предположительно погибла во время кораблекрушения в той же серии.
- В мультсериале «Бэтмен» 2004 года Ядовитый Плющ появилась в начале 3-го сезона (озвучивала Пьера Коппола). До того, как стать Ядовитым Плющом, Памела, являясь подростком, была подругой Барбары Гордон, которую подговорила вместе устроить бунт против токсичных заводов, где создавали хлороген. Также Памела втайне наняла преступника по прозвищу Землетряс, но тот узнаёт. что его босс — подросток, и решает от неё избавиться, но появляется Бэтмен. Во время сражения в здании завода на Памелу падает груз с токсичными отходами, но Бэтмену удалось схватить злодея. Однако токсины превратили Памелу в гибрид человека и растения, которыми та научилась быстро контролировать, посчитав себя самой матерью-природой. Она навещает Барбару, чтобы та присоединилась к ней, при этом даёт ей время подумать над её предложением. Но сама Плющ отправилась уничтожать заводы с хлорогенами. Позже она похищает комиссара Джеймса Гордона, и уносит с собой в своё логово. Бэтмену удалось их найти, но он был взят под контроль Плюща, но появляется Бэтгёрл (Барбара Гордон), которой удалось спасти Бэтмена и Гордона и расправиться с Ядовитым Плющом. В отличие от ранних сериалов, Памела не использует оружия, предпочитая свою безграничную кинетическую власть над окружающей растительностью.
- В телесериале «Готэм» присутствует аналогичная героиня Айви Пеппер, которую играет Клэр Фоли. Она — дочь человека, которого по ошибке обвинили в убийстве родителей Брюса Уэйна. Из-за этого её отца убили при побеге, а мать покончила жизнь самоубийством. Айви становится уличной беспризорницей и попадает под «опеку» Селины Кайл. После падения в сточную трубу Айви пропадает, но позже появляется более взрослой и с пробудившейся силой.
- Появляется в 3 сезоне телесериала «Бэтвумен». Ею становится сводная сестра Кейт Кейн (бывшая в этом сериале героиня в плаще), Мэри Гамильтон. По сюжету 3-го сезона из Бэтпещеры пропадают артефакты, принадлежавшие бывшим злодеям, одним из которых и является Плющ.

### Кино

#### «Бэтмен и Робин»

Ядовитый Плющ в фильме «Бэтмен и Робин»

Ядовитый Плющ (в исполнении Умы Турман) — главная противница Бэтмена в фильме «Бэтмен и Робин». В фильме Памела Айсли проводила научные исследования в южноамериканской лаборатории, стараясь скрестить животных и растений, чтобы вторые имели возможность защищаться от людей. Она обнаружила, что кто-то ворует из неё токсины, носящие название «Веном». Токсины использовал её начальник, доктор Джейсон Вудроу, с их помощью создавший суперсолдата Бэйна, так как прежний спонсор, «Уэйн Энтерпрайзис», отказался его финансировать и он решил продать формулу Бэйна на чёрном рынке. Вудроу попросил, чтобы Памела присоединилась к нему, но когда девушка отказалась, попытался убить её, бросив на полку, полную ядохимикатов, после чего земля в буквальном смысле поглотила её. Пропитавшись ими, Памела стала тем самым гибридом растения и хищника, «кровь стала питательными соками, кожа хлорофиллом, а губы пропитаны ядом». Соблазнив Вудроу феромонами, она убила его своим ядовитым поцелуем. Памела возомнила себя воплощением Матери-Природы, после чего громит лабораторию и забирает с собой Бэйна, делая его своим сообщником. Вскоре она появилась в Готэме, где, использовав обе своих личности, Айсли и Плющ, посеяла раздор между Бэтменом и Робином. Робин оказался более восприимчивым к её феромонам и стал сильно ревновать злодейку. Тем временем Ядовитый Плющ решила использовать Мистера Фриза для выполнения своего плана: Мистер Фриз должен был заморозить Землю, а Плющ заселит её своими растениями-мутантами. Для этого она отключила систему жизнеобеспечения его жены и сказала, что сделал это Бэтмен. Мистер Фриз решает заморозить Землю, начав с Готэма. Однако, хотя злодейке удалось пленить Бэтмена и Робина, её победила Бэтгёрл, и её обман раскрылся, когда Бэтмен показал Фризу её признание, записанное в горячке схватки с Бэтгёрл. После раскаяния Мистера Фриза, в Аркхеме он поклялся сделать жизнь своей «зелёной» сокамерницы адом.

### Анимация
- «Бэтмен. Нападение на Аркхэм». Ядовитый Плющ является одной из многих заключённых психиатрической лечебницы Аркхем, которых Джокер выпустил из камер. Во время бунта она с помощью своих растений захватывает множество охранников и пациентов, затем гипнотизирует их и направляет на полицейских.
- «Бэтмен и Харли Квинн». Бэтмен и Найтвинг объединяются с Харли Квинн, чтобы остановить Ядовитый Плющ и Флороника Мена от уничтожения планеты.
- «Харли Квинн». Ядовитый Плющ — лучшая подруга Харли Квинн, а впоследствии — её возлюбленная.

### Видеоигры

Ядовитый Плющ в игре Batman: Arkham Asylum

- В игре Batman: Arkham Asylum Ядовитый Плющ является одним из противников Бэтмена и боссов игры. Её связь с растениями усилилась ещё больше (до такой степени, что она стала управлять огромным растением), так что Бэтмену придётся приложить много усилий, чтобы победить её. Являлась помощницей доктора Вудроу; у неё с ним случился инцидент, судя по аудиозаписям, которые Бэтмен слушает бродя по Аркхему[22]
- В Lego Batman она является приспешницей Загадочника и одним из боссов игры.
- В игре Batman: Arkham City появляется в сюжетной линии Женщины-кошки, где та просит её помочь взломать склад Хьюго Стрейнджа. После непродолжительной схватки Плющ побеждает Кошку, но соглашается помочь.
- В игре Lego Batman 2: DC Super Heroes Плющ является дополнительным боссом игры и игровым персонажем.
- Ядовитый Плющ также появляется в игре Batman: Arkham Knight, где её внешний вид немного изменён. В начале Бэтмен арестовывает её и запирает в участке, но вспомнив об иммунитете Плющ к токсинам освобождает её и просит о помощи. Плющ помогает Бэтмену с помощью своего гигантского цветка, но в итоге погибает, распыляясь на лепестки, которые в свою очередь освобождают весь город от галлюциногенного газа Крэйна.
- Одна из управляемых персонажей в игре Injustice 2.

## Отношения
Харли Квинн
До перезапуска вселенной DC Comics в 2011 году («The New 52») отношения между Ядовитым Плющом и Харли Квинн показывали как близкую дружбу и постоянное союзничество. Иногда их отношения были романтическими. В отличие от большинства объединений злодеев, их партнёрство основано на настоящей дружбе и взаимоуважении. Плющ искренне хочет уберечь Харли от нездоровых и абьюзивных отношений с Джокером. Плющ презирает Джокера, поэтому при каждом удобном случае она с ним обменивается насмешками и издёвками. В финале серии комиксов «Готэмские сирены» Харли предполагает, что Плющ влюблена в неё, и это заявление ошеломляет последнюю. В следующем выпуске Ядовитый Плющ признаёт, что она, может быть, и правда любит Харли, но не уточняется, в каком именно контексте, и серия комиксов заканчивается перезапуском New 52, так и не раскрыв тему их отношений. В июне 2015 года в серии комиксов Harley Quinn авторства Джимми Палмиотти и Аманды Корнер было заявлено, что Ядовитый Плющ состоит в «не моногамных» романтических отношениях с Харли Квинн.
В выпуске Harley Quinn #8 Харли поехала вместе с Плющ в отпуск в нудистскую колонию, где попыталась убедить Плющ съехаться и начать жить вместе. Хотя Плющ и признала, что любит Харли больше, чем кого-либо на свете, и хотела бы проводить с ней как можно больше времени, в данный момент она посвятила себя сохранению окружающей среды. Квинн разочаровалась и расстроилась, но приняла её решение, и они расстались, пообещав друг другу, что обязательно встретятся вновь.
В выпуске Injustice 2 #70, действия которого происходят в альтернативной вселенной, Ядовитый Плющ говорит, что она была жената на Харли Квинн.

## Критика и отзывы
Ядовитый Плющ занимает 64-е место место в списке 100 величайших злодеев комиксов по версии IGN.
Ядовитый Плющ заняла 21-е место в списке 100 самых сексуальных женщин в комиксах по версии журнала Comics Buyer’s Guide.